# Nessaea obrinus
Nessaea obrinus är en fjärilsart som beskrevs av Carl von Linné 1758. Nessaea obrinus ingår i släktet Nessaea och familjen praktfjärilar. Inga underarter finns listade i Catalogue of Life.

## Bildgalleri

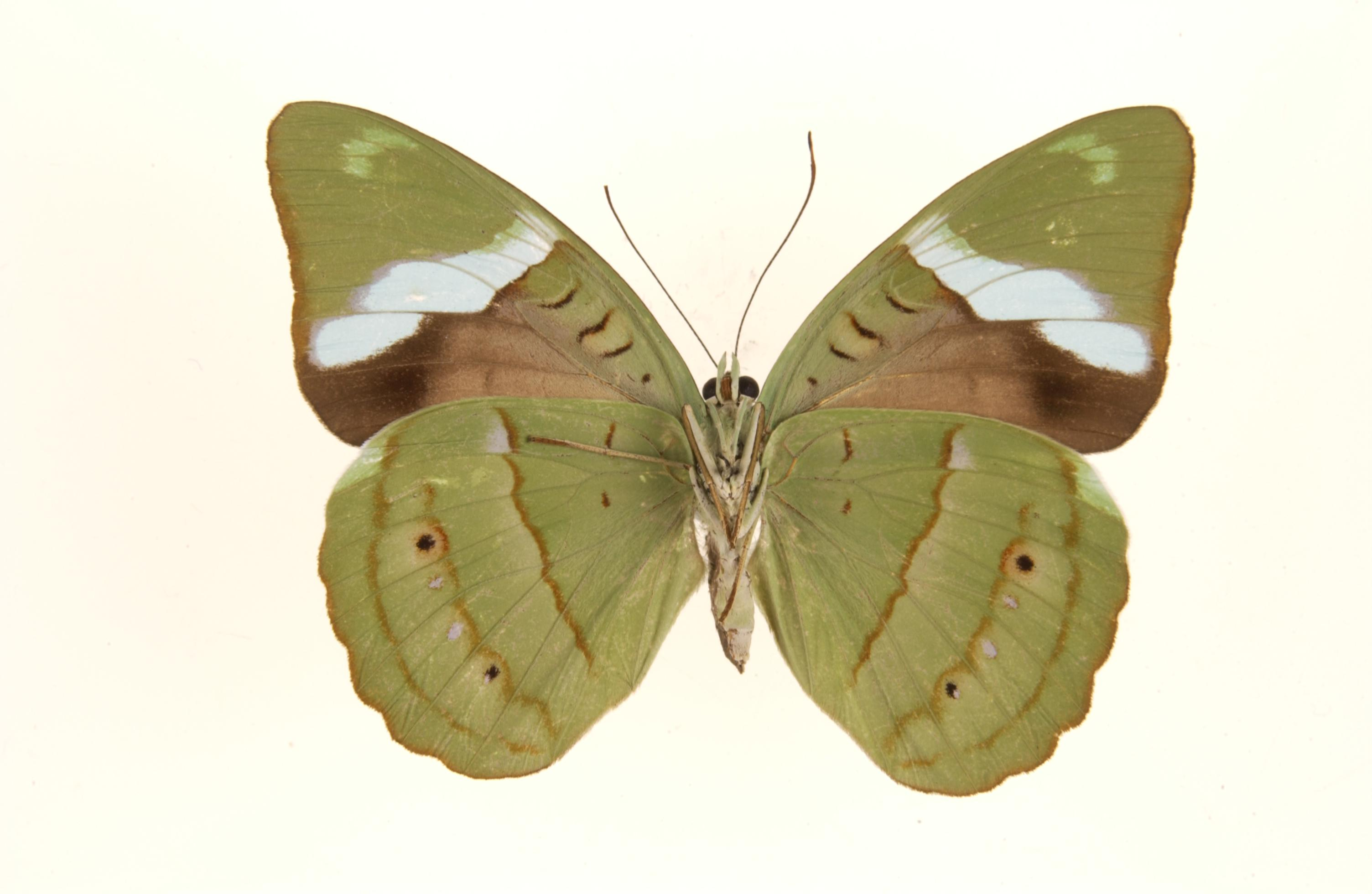